# Terapia multisistémica

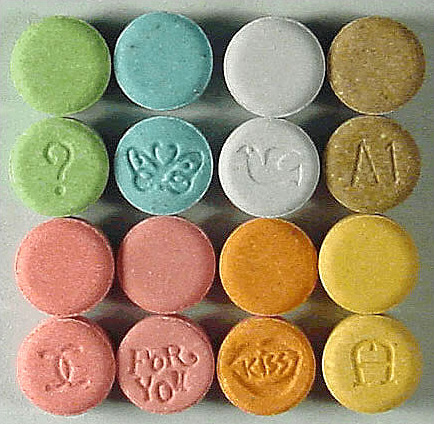
Pastillas de éxtasis, una sustancia de abuso (droga). Los destinatarios de la terapia multisistémica son, entre otros, jóvenes que abusan de sustancias.

La terapia multisistémica (TMS) es un programa intensivo de tratamiento familiar y comunitario dirigido a jóvenes de 10-17 años con conductas antisociales graves y a sus familias. Desarrollada a finales de la década de 1980 por el psicólogo Scott Henggeler y colaboradores en Estados Unidos, la intervención se basa en la premisa de que el comportamiento problemático está influido de forma conjunta por la familia, el grupo de pares, la escuela y la comunidad. Por ello, un terapeuta con formación de posgrado trabaja de manera domiciliaria para identificar y modificar los factores de riesgo, fortalecer las habilidades parentales, mejorar la comunicación familiar y conectar al menor con apoyos externos.

Se considera a las familias como un factor muy importante en este proceso, gracias a ellas se obtendrán resultados favorables y también sobre variables mediadoras.
Los dos programas más importantes son el MST y MTFC.
El objetivo de la MST es disminuir la delincuencia juvenil. Una MST debe incluir:
- tratamiento de base empírica que reconozca un amplio número de factores de riesgo que influyen en el comportamiento;
- recompensas para cambios positivos en el comportamiento y entorno del joven, para así dar poder al terapeuta; y
- minuciosos mecanismos de comprobación de que se cumplen los objetivos establecidos en el tratamiento.[1]

## Resultados
- Disminución de la reincidencia.
- Disminución en el número de nuevas detenciones.
- Disminución en el número de días de estancia en prisión.
- Disminución de la sintomatología psiquiátrica.
- Disminución de los delitos violentos.
- Disminución en el abuso de sustancias.
- Aumento de la abstinencia de la marihuana.
- Disminución de la externalización y la internalización de los síntomas.
- Aumento de la competencia social.
- Aumento de la satisfacción del usuario.

## Usos médicos
Una revisión sistemática Cochrane de ocho ensayos controlados aleatorizados publicada en 2005 —actualizada en 2019— que incluyó a 708 jóvenes de Estados Unidos, Canadá y Noruega comparó la TMS con la atención habitual y no encontró diferencias estadísticamente significativas en la necesidad de internamiento residencial ni en las detenciones o condenas.
La síntesis tampoco identificó efectos adversos y concluyó que la evidencia es insuficiente para afirmar que la TMS sea más eficaz que otros servicios, debido a la heterogeneidad y al tamaño muestral reducido de los estudios.
Un metaanálisis de la MST en 2014 halló pequeñas mejoras en delincuencia, problemas psicológicos y abuso de sustancias, particularmente con los jóvenes de menor edad. Otro metaanálisis, de 2017, de tratamientos basados en las familias para delincuentes juveniles graves detectó unos efectos del tratamiento «modestos, aunque persistentes en el tiempo» para reducir el comportamiento antisocial y para mejorar otros resultados, cuando se comparó la MST con servicios comunitarios convencionales.
En 2012 una revisión de la literatura científica comparó los tratamientos comunes —terapias cognitivo-conductuales, programa de doce pasos, terapia multisistémica, psicoeducación y entrevista motivacional— en un intento de identificar los mejores tratamientos para adolescentes con problemas de conducta que abusaban de sustancias. Los autores concluyeron que las intervenciones basadas en las familias dieron mejores resultados, y que la MST mostró «la evidencia más clara», destacando que sus terapeutas están a menudo bien formados y supervisados.

## Métodos
La MST toma muchas prácticas de la terapia familiar estratégica, la terapia familiar estructural y las terapias cognitivo-conductuales en intervenciones intensivas de 4 a 6 meses. Se basa en parte en la teoría de sistemas ecológicos. El tratamiento es individualizado según los sistemas sociales que rodean al joven.
Aunque el tratamiento es altamente variable, siempre incluye los siguientes 9 principios fundamentales:
1. El cliente existe dentro de una serie de sistemas: "Encontrar el ajuste": El propósito principal de la evaluación es comprender cómo los problemas identificados encajan en el contexto sistémico más amplio y cómo esos problemas tienen sentido en el contexto del entorno social del menor..[8]
2. Los terapeutas utilizan los sistemas positivos existentes para ayudar a cambiar al joven: "Fuerza positiva y concentrada": contactos terapéuticos para enfatizar lo positivo y utilizar las fortalezas sistémicas para promover el cambio positivo.
3. Los miembros de la familia del joven deben responsabilizarse estrictamente de las intervenciones:  "El aumento de la responsabilidad": Las intervenciones están diseñadas para promover un comportamiento responsable y disminuir la conducta irresponsable de los miembros de la familia.[7]
4. La MST se centra en el presente y está orientada a la acción: "Centrado en el presente, orientado a la acción y bien definido": Las intervenciones están centradas en el momento actual, orientadas a la acción y dirigidas a problemas concretos y bien definidos..[7]
5. Cada intervención tiene por objetivo un comportamiento concreto: "Secuencias de focalización": Focaliza las intervenciones de comportamiento entre los múltiples sistemas que perpetúan los problemas identificados..[7]
6. Las intervenciones MST deben ser adecuadas para la edad de desarrollo del joven al que se dirigen: "Apropiadas para el desarrollo": Las intervenciones son apropiadas para el desarrollo y satisfacen las necesidades de desarrollo de los jóvenes..[7]
7. Para llevar a cabo las intervenciones son necesarios los miembros de la familia: "Esfuerzo continuo": Las intervenciones están diseñadas para requerir esfuerzo diario o semanal por miembros de la familia, presentando a los jóvenes y sus familias oportunidades para tratar el cambio..[7]
8. La evaluación de las intervenciones se realiza desde múltiples perspectivas: "Evaluación y rendición de cuentas": la eficacia de la intervención se evalúa de forma continua desde múltiples perspectivas y los miembros del equipo asumen la responsabilidad para superar las dificultades..[7]
9. Cada intervención se realiza para aplicarse en plazos largos y múltiples ambientes: "Generalización": Las intervenciones están diseñadas para promover la generalización del tratamiento y mantenimiento a largo del tiempo..[7] Todas las intervenciones clínicas y los componentes del sistema de calidad se detallan en dos manuales de tratamiento. Los manuales de tratamiento de la conducta antisocial (Henggeler y otros, 1998) y trastornos emocionales graves (Henggeler y otros, 2002) están disponibles en Guilford Press.

## Criterios
La terapia multisistémica se basa en los siguientes criterios:
- Interviene en múltiples factores y niveles: individual, familiar, compañeros, escolar y comunitario
- Requiere capacitación del profesional
- Contacto diario con el usuario: 60horas/4 meses
- Ratio baja: 1 profesional por cada 4-6 familias

Se identifican fortalezas y áreas problemáticas tanto del individuo, de la familia, amigos, compañeros, escuela, instituciones sociales y del trabajo de los padres
A nivel individual:
- Se trabajan las deficiencias personales para que sean aceptadas por compañeros prosociales
- Se intenta reducir el contacto con compañeros antisociales
- Se sigue el desempeño escolar y se promueve su mejora
- El terapeuta abre comunicación a todos los niveles (padres, escuela…)
- Los estudios señalan que a terapia multisistémica tiene un efecto de hasta 22 años en delitos contra la propiedad y los trastornos (perturbadores) externalizados.

Se han identificado 2 cambios clave para que el tratamiento sea exitoso:
- Cambios en las prácticas disciplinarias de los cuidadores.
- Reducción de contactos con compañeros conflictivos.

## Historia
El método MST era originalmente una colección de los procedimientos practicados por el doctor Scott Henggeler en la década 1970-1980. Enseguida incorporó a Charles Bourdain y Molly Brunk, 2 de sus estudiantes de doctorado, para ayudar con la documentación de la teoría. Para que el proyecto fructificara, Henggeler, Bourdain y Brunk combinaron modelos de práctica clínica basados en la evidencia con los aspectos positivos de otras teorías de comportamiento, y crearon la etiqueta MST resaltando la preservación de la familia y fortaleciendo las relaciones entre delincuentes juveniles. A partir de ahí hubo unos cuantos ajustes en el diseño original hasta que en 1990 nació la MST tal y como se conoce hoy día. Por ser tan nueva, la MST ha sido testada muchas veces en muchos entornos, y en la mayoría ha demostrado tener los efectos positivos más duraderos más largos para jóvenes problemáticos y sus familias.
Después de que se pusiera a punto el método MST, se fundó el Instituto MST como organización sin ánimo de lucro «responsable de fijar estándares de garantía de calidad y de controlar la aplicación de la terapia multisistémica en todos los programas del mundo»

## Utilización en el Sistema de Justicia Juvenil
Los terapeutas usan cada vez más la MST para ayudar a los jóvenes que ingresan en el estadounidense Sistema de Justicia Juvenil a reintegrarse en la sociedad, más que la libertad condicional (probation) o el tratamiento habitual. La MST difiere de la táctica habitual en que apunta a los factores criminógenos relacionados con el entorno social de un individuo, particularmente dentro del sistema familiar.  Esta terapia esta dirigida para aquellos adolescentes que abusen del alcohol y otras drogas. El tratamiento comprende sesiones individuales y en familia que se llevan a cabo en la clínica, el hogar o con miembros de la familia en el tribunal de familia, la escuela u otros lugares de su comunidad. Por su efecto en la reducción de la reincidencia ha sido señalada como un prometedor modelo de tratamiento para delincuentes juveniles por el director (surgeon general) del Servicio Público de Salud norteamericano.